# Priartobium
Priartobium — род жесткокрылых насекомых семейства точильщиков.

## Описание
Третий-восьмой членики усиков слабопильчатые. Точечные бороздки надкрылий узкие, напоминают царапины. Передние углы переднеспинки заострённые.

## Систематика
В составе рода:
- Priartobium leonhardi Roubal, 1917
- Priartobium serrifunis Reitter, 1901